# Metallogorgia

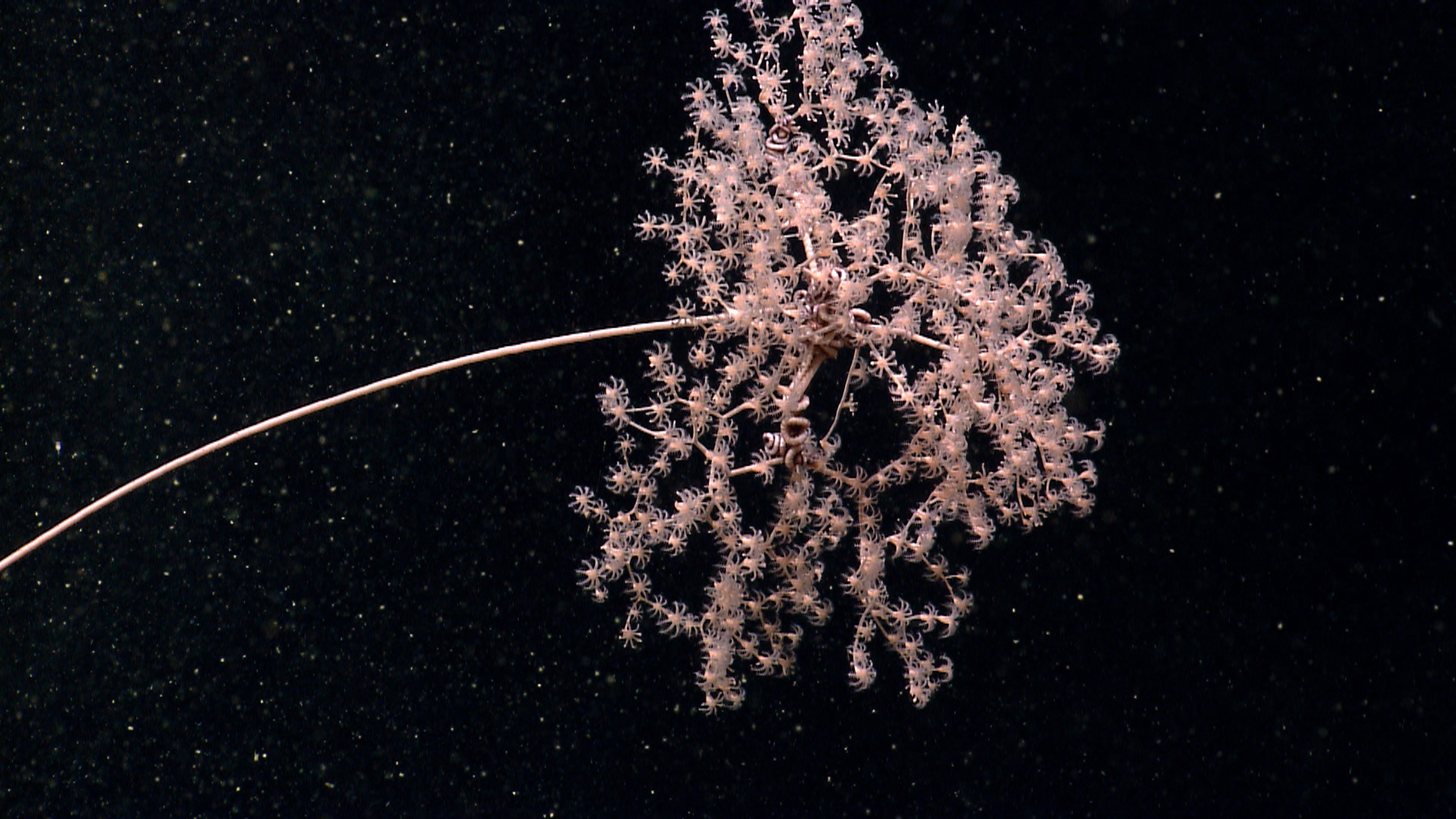
Metallogorgia melanotrichos y ofiuro Ophiocreas oedipus

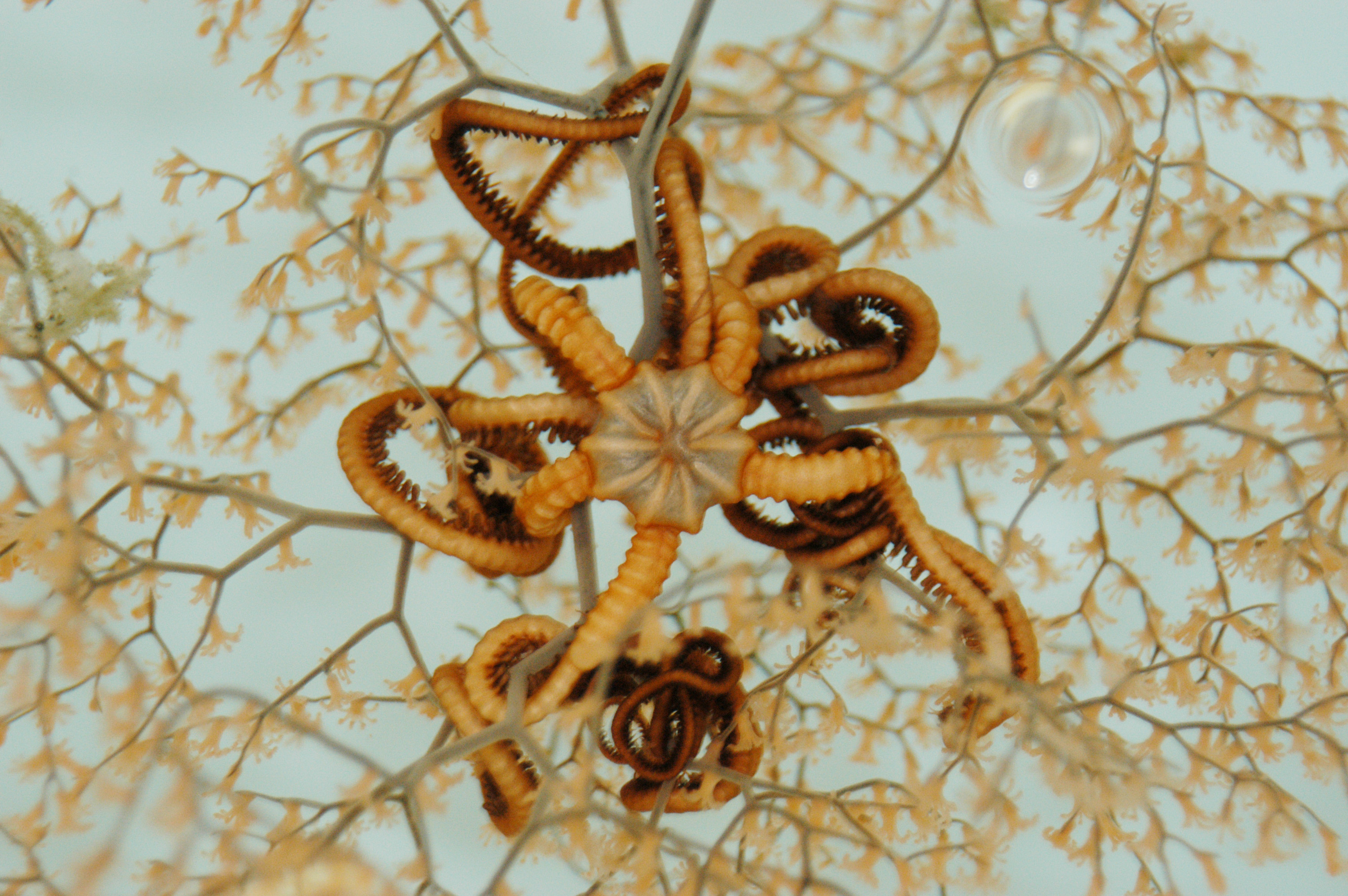
Metallogorgia melanotrichos y ofiuro Ophiocreas oedipus

Metallogorgia es un género de octocorales perteneciente a la familia Chrysogorgiidae, del orden Alcyonacea. 

## Morfología
Las colonias conforman estructuras en forma arbórea. La estructura del axis consiste en un tallo, en cuyo extremo crecen las ramas, subdivididas en ramificación dicotómica. Las colonias juveniles presentan ramas a lo largo de todo el tallo, desapareciendo estas ramas con el crecimiento, y siendo visibles en su lugar, tan sólo cicatrices en el tallo, que sólo presentará las ramas en su extremo superior, cuando los ejemplares coloniales son adultos.
Los pólipos son cortos, entre 1 y 3 mm, y cuentan con 8 tentáculos. Normalmente de color rosa, amarillo o blanco, crecen en las ramas, espaciados irregular o regularmente, según la especie. Con frecuencia en el extremo de las ramas.

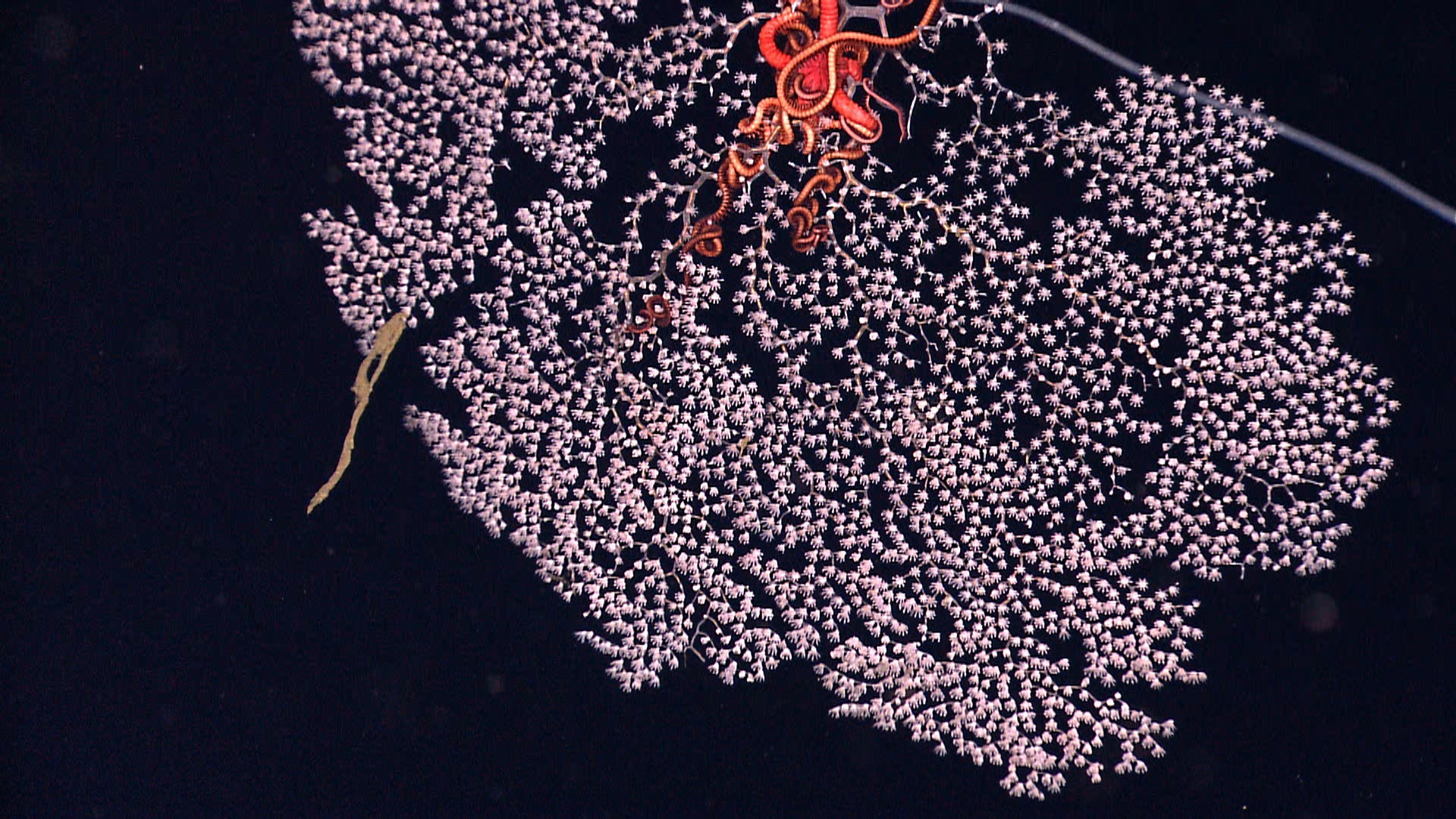
Metallogorgia con sus pólipos expandidos

Tanto el cenénquima, o tejido de la colonia, como los pólipos, tienen escleritoss cálcicos para reforzar su consistencia. La forma de los escleritos es en forma de bastones o escamas, con pequeña ornamentación.

## Especies
El Registro Mundial de Especies Marinas acepta las siguientes especies en el género:
- Metallogorgia macrospina. Kükenthal, 1919
- Metallogorgia melanotrichos. (Wright & Studer, 1889)
- Metallogorgia splendens. (Verrill, 1883)
- Metallogorgia tenuis. Pasternak, 1981

## Hábitat y distribución
Suelen habitar en fondos marinos, con su base enterrada en el sedimento, en suelos arenosos o grietas de rocas. Su rango de profundidad está entre 85 y 2.078 m, y su rango de temperatura entre 1.94 y 23.79 °C.
Se distribuyen en aguas tropicales y templadas del océano Atlántico, en el Golfo de México, Caribe, y las montañas marinas de Nueva Inglaterra. También en el Pacífico, en Borneo, Nueva Zelanda, Hawái e islas Galápagos.

## Alimentación
Al localizarse a grandes profundidades, carecen de algas simbiontes zooxantelas para su alimentación, como la mayoría de corales, por lo que se alimentan de las presas de microplancton, que capturan con sus minúsculos tentáculos en la columna de agua.